# Pants and Pansies
Pants and Pansies est un film américain réalisé par Mack Sennett, sorti en 1912.

## Fiche technique
- Titre original : Pants and Pansies
- Réalisation : Mack Sennett
- Société de production : Biograph Company
- Pays de production :  États-Unis
- Langue originale : anglais
- Format : noir et blanc - film muet
- Date de sortie :
  - USA : 25 janvier 1912

## Distribution
- Harry McCoy
- Alice Davenport
- Mabel Normand